# Wachseldorn
Wachseldorn é uma comuna da Suíça, no Cantão Berna, com cerca de 254 habitantes. Estende-se por uma área de 3,52 km², de densidade populacional de 72 hab/km². Confina com as seguintes comunas: Buchholterberg, Oberlangenegg, Röthenbach im Emmental, Unterlangenegg.
A língua oficial nesta comuna é o Alemão.